# Audi 50
Audi 50 je mali automobil njemačke marke Audi i proizvodio se od 1974. godine do 1978. godine.